# Dresdner Vorstädte
Die Dresdner Vorstädte bilden einen geschlossenen Ring um die historische Innenstadt Dresdens. In der Stadtentwicklung stellen die Vorstädte die Stadtteile Dresdens dar, die nicht als Dorf oder Stadt eingemeindet wurden, sondern über Wachstum der Stadt selbst entstanden. In den Dresdner Vorstädten leben rund 120.000 Einwohner, rund ein Fünftel der Bevölkerung Dresdens.

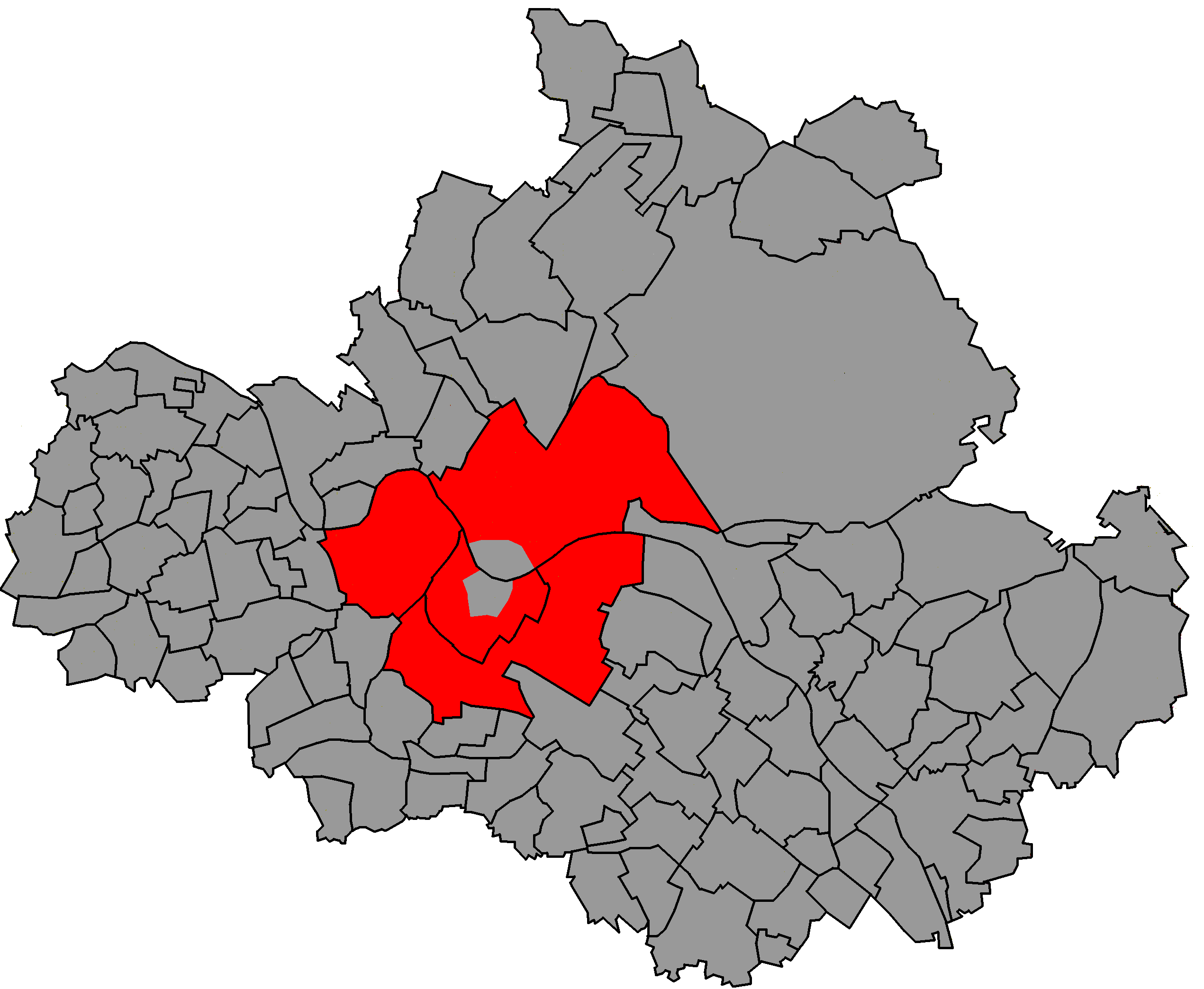
Durch zahlreiche Eingemeindungen werden die Vorstädte (rot hervorgehoben) heute als Teil der Dresdner Innenstadt wahrgenommen.

## Übersicht der Stadtteile
| Karte                                    | Name                         | Namensherkunft                                                                                 | Gründungs- jahr | Einwohner- zahl | Statistische Stadtteile | Gemarkung              | Stadtbezirk        | Bild                                                                            |
| ---------------------------------------- | ---------------------------- | ---------------------------------------------------------------------------------------------- | --------------- | --------------- | --- | ---------------------- | ------------------ | ------------------------------------------------------------------------------- |
| Lage der Albertstadt in Dresden          | Albertstadt                  | Albert, König von Sachsen                                                                      | 1873            | 2537            | 15 (Albertstadt) 44 (Dresdner Heide)                                                                                                  | Neustadt               | Neustadt Loschwitz | Nebengebäude des Arsenals in der Albertstadt                                    |
| Lage der Äußeren Neustadt in Dresden     | Äußere Neustadt (Antonstadt) | Äußerer Teil einer Neustadt (Anton, König von Sachsen)                                         | 1744            | 19.573          | 11 (Äußere Neustadt (Antonstadt)) 13 (Innere Neustadt mit Antonstadt-Süd)                                                             | Neustadt               | Neustadt           | Kreuzung Louisen-/Rothenburger Straße in der Äußeren Neustadt                   |
| Lage der Friedrichstadt in Dresden       | Friedrichstadt               | Friedrich August II., Kurfürst von Sachsen                                                     | 1730            | 7449            | 05 (Friedrichstadt) 91 (Cotta mit Friedrichstadt-Südwest)                                                                             | Friedrichstadt         | Altstadt Cotta     | Yenidze in der Friedrichstadt                                                   |
| Lage der Johannstadt in Dresden          | Johannstadt                  | Johann, König von Sachsen                                                                      | 1858            | 27.924          | 06 (Johannstadt-Nord) 07 (Johannstadt-Süd) 53 (Striesen-Süd mit Johannstadt-Südost) 54 (Striesen-West)                                | Altstadt II            | Altstadt Blasewitz | Stadthaus Johannstadt am Güntzplatz                                             |
| Lage der Leipziger Vorstadt in Dresden   | Leipziger Vorstadt           | Vorstadt in Richtung Leipzig, Lage vor dem Leipziger Tor der Altendresdner Befestigungsanlagen | 1875            | 16.656          | 14 (Leipziger Vorstadt) 21 (Pieschen-Süd mit Leipziger Vorstadt-West) 25 (Pieschen-Nord/Trachenberge mit Leipziger Vorstadt-Nordwest) | Neustadt               | Neustadt Pieschen  | Wohnanlage Hansastraße in der Leipziger Vorstadt                                |
| Lage der Pirnaischen Vorstadt in Dresden | Pirnaische Vorstadt          | Vorstadt in Richtung Pirna, Lage vor dem Pirnaischen Tor der Dresdner Befestigungsanlagen      | 1835            | 5882            | 02 (Pirnaische Vorstadt) 03 (Seevorstadt-Ost/Großer Garten mit Strehlen-Nordwest)                                                     | Altstadt I             | Altstadt           | Deutsches Hygiene-Museum in der Pirnaischen Vorstadt                            |
| Lage der Radeberger Vorstadt in Dresden  | Radeberger Vorstadt          | Vorstadt in Richtung Radeberg                                                                  | 1860            | 8308            | 12 (Radeberger Vorstadt) 44 (Dresdner Heide)                                                                                          | Neustadt               | Neustadt Loschwitz | Nordstraße in der Radeberger Vorstadt                                           |
| Lage der Seevorstadt in Dresden          | Seevorstadt                  | Vorstadt vor dem Seetor der Dresdner Befestigungsanlagen                                       | 1835            | 8624            | 03 (Seevorstadt-Ost/Großer Garten mit Strehlen-Nordwest) 04 (Wilsdruffer Vorstadt/Seevorstadt-West)                                   | Altstadt I Altstadt II | Altstadt           | Prager Straße in der Seevorstadt                                                |
| Lage der Südvorstadt in Dresden          | Südvorstadt                  | Vorstadt in Richtung Süden                                                                     | 1851            | 18.898          | 81 (Südvorstadt-West) 82 (Südvorstadt-Ost) 04 (Wilsdruffer Vorstadt/Seevorstadt-West) 92 (Löbtau-Nord) 93 (Löbtau-Süd)                | Altstadt II            | Plauen Cotta       | Beyer-Bau auf dem Campus der Technischen Universität Dresden in der Südvorstadt |
| Lage der Wilsdruffer Vorstadt in Dresden | Wilsdruffer Vorstadt         | Vorstadt in Richtung Wilsdruff, Lage vor dem Wilsdruffer Tor der Dresdner Befestigungsanlagen  | 1835            | 3882            | 04 (Wilsdruffer Vorstadt/Seevorstadt-West) 92 (Löbtau-Nord)                                                                           | Altstadt I Altstadt II | Altstadt Cotta     | Erlweinspeicher an der Neuen Terrasse in der Wilsdruffer Vorstadt               |

## Geographie

### Lage

Vorstadtring um die Innere Altstadt (links bzw. südlich der Elbe) und die Innere Neustadt

Die zehn Dresdner Vorstädte umschließen die Innere Altstadt auf westlicher, südlicher und östlicher Seite sowie die rechtselbische Innere Neustadt auf nördlicher Seite. Vier von ihnen – Äußere Neustadt, Albertstadt, Leipziger und Radeberger Vorstadt – liegen auf der rechtselbischen Neustädter Seite. Gemeinsam mit der Inneren Neustadt und dem Albertpark bilden sie die Gemarkung Neustadt. Die sechs übrigen Vorstädte befinden sich auf Altstädter Seite links der Elbe und lassen sich in jeweils drei innere und äußere Vorstädte untergliedern. Die inneren Vorstädte – Pirnaische Vorstadt, Seevorstadt und größtenteils auch die Wilsdruffer Vorstadt – liegen innerhalb des 26er Rings. Bis auf den außerhalb davon gelegenen Teil der Wilsdruffer Vorstadt bilden sie gemeinsam mit der Inneren Altstadt die Gemarkung Altstadt I. Die äußeren Vorstädte – Johannstadt, Südvorstadt und Friedrichstadt – befinden sich dagegen außerhalb des 26er Rings. Südvorstadt und Johannstadt bilden gemeinsam mit der äußeren Wilsdruffer Vorstadt, der südöstlichen Pirnaischen Vorstadt sowie dem Großen Garten die Gemarkung Altstadt II, die Friedrichstadt ist hingegen eine eigene Gemarkung. Alle vier Vorstädte auf Neustädter Elbseite liegen ebenfalls außerhalb des 26er Rings, der dort nur die Innere Neustadt einschließt.

### Verwaltung
Die Vorstädte auf Neustädter Elbseite sind heute mit der Inneren Neustadt zum Stadtbezirk Neustadt zusammengefasst, dessen Gliederung in statistische Stadtteile sich sowohl namentlich als auch ungefähr an der Ausdehnung der historischen Stadtteile orientiert. Auf Altstädter Elbseite bilden die drei inneren Vorstädte gemeinsam mit der Inneren Altstadt sowie weiten Teilen der Friedrichstadt und der Johannstadt den Stadtbezirk Altstadt. Die Südvorstadt gehört dagegen zum Stadtbezirk Plauen. Allerdings wich auf Altstädter Elbseite die historische Gliederung einer neuen. Neben der Inneren Altstadt bilden nur die Friedrichstadt und die Pirnaische Vorstadt noch jeweils einen eigenen statistischen Stadtteil. Jeweils aus zwei statistischen Stadtteilen bestehen die Johannstadt (Johannstadt-Nord und -Süd) sowie die Südvorstadt (Südvorstadt-Ost und -West). Die Wilsdruffer Vorstadt und der westlich der Reitbahnstraße gelegene Teil der Seevorstadt bilden gemeinsam den statistischen Stadtteil Wilsdruffer Vorstadt/Seevorstadt-West. Der östliche Teil der Seevorstadt wurde mit dem Großen Garten zum statistischen Stadtteil Seevorstadt-Ost/Großer Garten zusammengefasst.

### Abgrenzung
Die Grenzen der Dresdner Vorstädte werden von heute teils nicht mehr bestehenden Gewässern oder von Straßenzügen bzw. der alten Dresdner Weichbildgrenze markiert. Zur Innenstadt grenzten sie sich durch ihre Lage außerhalb der Altendresdner bzw. Dresdner Befestigungsanlagen ab. Die Alt- und Neustädter Vorstädte sind durch die Elbe voneinander getrennt.
Die historische Außengrenze der Äußeren Neustadt verläuft dabei vom Elbufer in Höhe der Bronzeplastik „Bogenschütze“ durch den Staudengarten und entlang der Hospitalstraße zum Albertplatz. Von dort folgt sie der Königsbrücker Straße bis zum einstigen Waldrand, auf den sie vorm Bau der Albertstadt etwa in Höhe Einmündung Eberswalder Straße traf (vgl. Stadtplanausschnitt von 1863 und Südgrenze der Albertstadt auf dem Stadtplanausschnitt von 1917). Entlang dem früheren Waldrand der Dresdner Heide, heute etwa identisch mit der unteren Hangkante an der Nordseite des Alaunplatzes, verläuft sie bis zur Prießnitz, um dieser anschließend bis zu deren Mündung in die Elbe zu folgen.
Westlich der Königsbrücker Straße schließt sich die 1878 per Ortsstatut als Fabrikbezirk definierte und abgegrenzte Leipziger Vorstadt an, nördlich des Alaunplatzes die Albertstadt und östlich der Prießnitz die Radeberger Vorstadt. Dabei markiert die Theresienstraße die historische Grenze zwischen Innerer Neustadt und Leipziger Vorstadt; die Hangkante an der Hechtstraße bildet die Grenze zwischen Leipziger Vorstadt und Albertstadt. Die Grenze zwischen Albertstadt und Radeberger Vorstadt verläuft zunächst zwischen Jägerstraße und Stauffenbergallee, weiter östlich dann entlang der Radeberger Straße und Charlotten- bis zur Angelikastraße.
Der Verlauf des alten Weißeritzmühlgrabens – heute die Linie Annen-/Falkenstraße – gilt als Grenze zwischen See- und Wilsdruffer Vorstadt, der Kaitzbach an Bürgerwiese und Georgplatz als Grenze zwischen See- und Pirnaischer Vorstadt. Die Johannstadt reicht im Süden bis zum Großen Garten. Die Grenze zwischen Friedrich- und äußerer Wilsdruffer Vorstadt markiert der einstige Verlauf der Weißeritz, bis in die 1990er Jahre noch durch die Elbezweigbahn mit dem ehemaligen Dresdner Kohlenbahnhof nachvollziehbar. Entlang der Bahnstrecke Dresden–Werdau mit dem Bahnhof Dresden-Altstadt verläuft die Grenze zwischen Wilsdruffer Vorstadt im Westen und Südvorstadt im Osten. In Richtung Innere Altstadt verläuft die Grenze der Vorstädte im Uhrzeigersinn entlang der St. Petersburger Straße (vormals Moritz- und Maximiliansallee), des Dr.-Külz-Rings (vormals Friedrichs- und Johannisallee), der Marienstraße, der Ostraallee und der Straße Am Zwingerteich (vormals Stallstraße).

### Infrastruktur
Die Vorstädte haben auf Grund ihrer zentralen Lage in der Stadt eine wichtige Rolle für die Infrastruktur des gesamten Stadtgebiets. Im Vorstadtring befinden sich der Verkehrshafen sowie mit dem Hauptbahnhof und dem Neustädter Bahnhof beide Fernbahnhöfe der Stadt. Außerdem laufen dort die nach Dresden führenden Bundesstraßen zusammen, zudem liegen im Bereich der Vorstädte mit Marien-, Carola-, Albert- und Waldschlößchenbrücke mehrere wichtige Elbquerungen Dresdens. Vom ehemaligen Heizkraftwerk Mitte wurden umliegende Stadtteile mit Warmwasser versorgt. Auch die wichtigen Dresdner Krankenhäuser befinden sich in den Vorstädten auf beiden Elbseiten, so vor allem das aus der 1954 gegründeten Medizinischen Akademie Dresden entstandene Universitätsklinikum Carl Gustav Carus in der Johannstadt und das Städtische Klinikum in der Friedrichstadt. Ebenfalls in diesem Vorstadtgürtel befinden sich die großen Sportanlagen wie das Rudolf-Harbig-Stadion und das Heinz-Steyer-Stadion. Auch Naherholungsflächen und Grünanlagen liegen dort, so der Große Garten, das Ostragehege und der Alaunpark.

## Geschichte

### Entwicklung bis ins 17. Jahrhundert

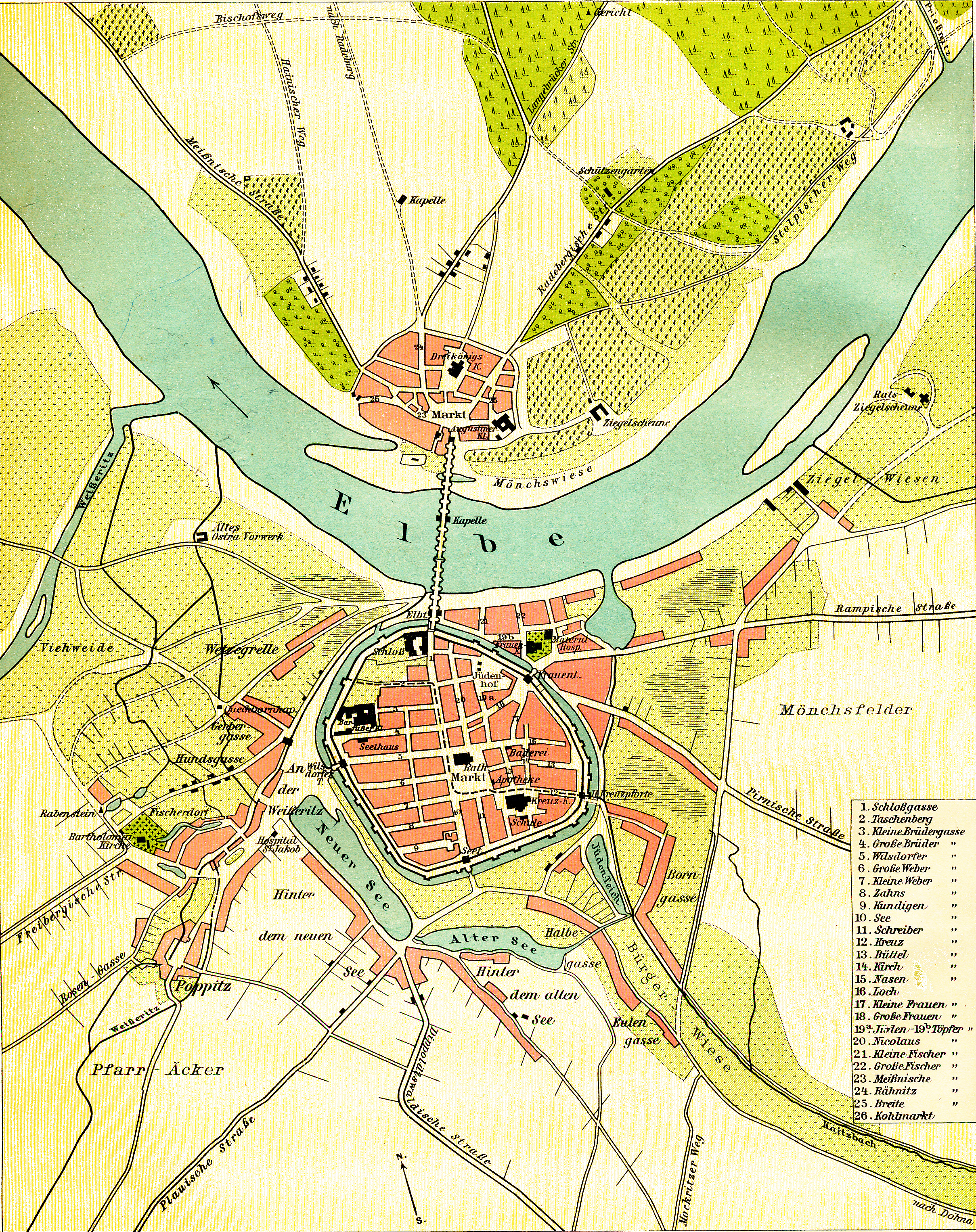
Dresden und seine Vororte um 1500

Die Vorstädte entwickelten sich um die beiden Städte Dresden, heute die Innere Altstadt, und Altendresden, die heutige Innere Neustadt. Sie befanden sich außerhalb von deren Befestigungsanlagen und bestanden zumeist aus kleinen Holzhäusern entlang enger Gassen. Schon im 15. Jahrhundert wiesen sie eine nennenswerte Einwohnerzahl auf, wurden zu Kriegszeiten aber immer wieder zerstört. Zu den frühen Siedlungen auf linkselbischem Gebiet, die schon im Mittelalter vorhanden waren, gehören unter anderem Ostra und Wetzegrelle. Mit Ramwoltitz, Rostagk und Wernten lagen im späteren Bereich der Vorstädte auch mehrere Orte, die zu Wüstungen in Dresden wurden. Darüber hinaus galt damals das Gebiet um den heutigen Neumarkt mit der alten Frauenkirche, das erst um 1530 beim Ausbau der Stadtmauern nach Dresden einbezogen wurde, als Vorstadt. Auf Neustädter Elbseite gab es in dieser Zeit noch keine Vororte. Nächstgelegene Siedlungen waren dort zunächst Pieschen elbabwärts, Loschwitz elbaufwärts sowie Rähnitz im Norden.
Mit Neudorf, einer Keimzelle der späteren Leipziger Vorstadt, wurde der erste rechtselbische Vorort erst 1546 gegründet und bereits 1550 mit dem Stadtrecht versehen. Am 29. März 1549 verfügte Kurfürst Moritz den Zusammenschluss Dresdens und Altendresdens. Schon damals hat das unmittelbare Vorland beider Orte bzw. Festungen zur städtischen Flur gehört; etwas weiter erstreckte sich noch das Weichbild, wovon Dresdens Weichbildsteine zeugen. Bis 1554 wurden weitere Gebiete nach Dresden eingemeindet, was eine Vergrößerung des Stadtgebiets auf rund 19 Quadratkilometer mit sich brachte. Das Dorf Ostra westlich Dresdens kam 1559 in den Besitz von Kurfürst August, der es 1568 auflösen ließ. An dessen Stelle gründete er das Ostravorwerk, das die Versorgung des Hofes und der Festung Dresden sicherzustellen hatte. Die vormaligen Dorfbewohner erhielten als Entschädigung hauptsächlich vormals klösterliche Ländereien in der Nähe von Leubnitz, wo sie sich ansiedelten und das Dorf Neu-Ostra gründeten.

### Entwicklung im 18. Jahrhundert

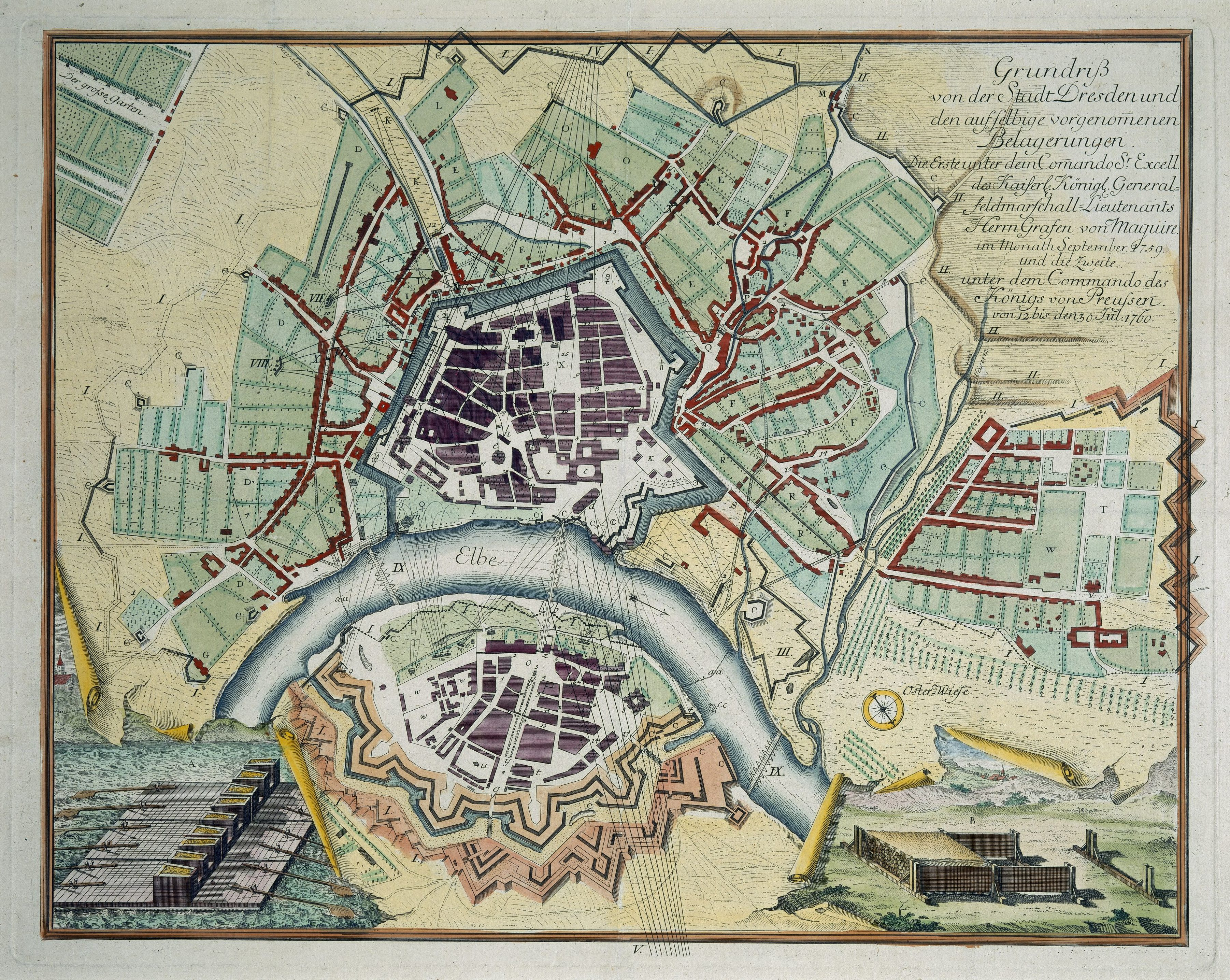
Dresden und seine Vororte 1759 (Karte gesüdet)

Um das Ostravorwerk entstanden das Ostragehege und die Vorstadt Ostra, die 1730 nach dem sächsischen Kurfürsten Friedrich August II. in Friedrichstadt umbenannt wurde und als erste geschlossene Vorstadt gelten kann. Auf rechtselbischer Seite entstand im 18. Jahrhundert außerdem ein „Neuer Anbau auf dem Sande“, der sich zur zunächst nach König Anton benannten Antonstadt, der heutigen Äußeren Neustadt, entwickelte.
Mit der Einführung der Generalkonsumtions-Akzisesteuer 1703 erhielten die Vorstädte eine klare Begrenzung gegenüber dem Umland: Ein Schlagbaum (in Dresden als Schlag bezeichnet), an dem die Steuer (umgangssprachlich als „Marktgeld“ bezeichnet) entrichtet werden musste, begrenzte auch optisch alle Vorstädte. Noch bestehende Akzise- und Chausseehäuser sind Zeugen dieser Zeit.
Neben der Friedrichstadt dehnten sich bis zum 18. Jahrhundert auch die anderen linkselbischen Dresdner Vororte weiter aus. Dabei unterstanden dem Kurfürsten die später so genannten Amtsgemeinden Friedrichstadt und Ostra. Daneben gab es zehn selbständige, der Aufsicht des Rates unterstehende Gemeinden (Ratsgemeinden). Am Elbufer, am östlichen Teil des heutigen Terrassenufers, lag die „Fischergemeinde“. Südlich daran schloss sich die „Rampische Gemeinde“ an, die sich entlang der heutigen Ziegel- und der Pillnitzer Straße erstreckte. An der Pirnaischen und der (damals noch nicht existenten) Grunaer Straße befand sich die „Pirnische Gemeinde“. Im Bereich Lingnerallee/Ecke St. Petersburger Straße lag zudem die „Borngasser Gemeinde“. Südlich der Altstadt befanden sich die „Halbe- und Eulengasser Gemeinde“ an der Westseite der späteren Bürgerwiese, die „Hinterseeische Gemeinde“ im Bereich der heutigen Centrum-Galerie und Prager Zeile. Zwischen der Altstadt und der Friedrichstadt lagen die wirtschaftlich stärksten und bevölkerungsreichsten Dresdner Vororte: die Gemeinde „Poppitz“ (auch „Poppitzer Gemeinde“, streng genommen ein eigenständiges Dorf, das auch älter als Dresden ist) rund um den heutigen Sternplatz als Zentrum, aber an die „Halbe- und Eulengasser Gemeinde“ angrenzend gehörte die gesamte Seevorstadt West zu ihr. Die „Fischersdorfer Gemeinde“ befand sich unweit davon (später Fischhofplatz) etwas südlich der Freiberger Straße, die „Entenpfütze“ bildete den späteren Freiberger Platz. Im Bereich Hertha-Lindner-/Freiberger/Schweriner Straße lag die „Gerbergemeinde“ mit ihren Mittelpunkten, den Mühlen entlang der späteren Theaterstraße sowie außerhalb davon die „Viehweidengemeinde“ an Laurin- und Ritzenbergstraße.

### Entwicklung im 19. Jahrhundert

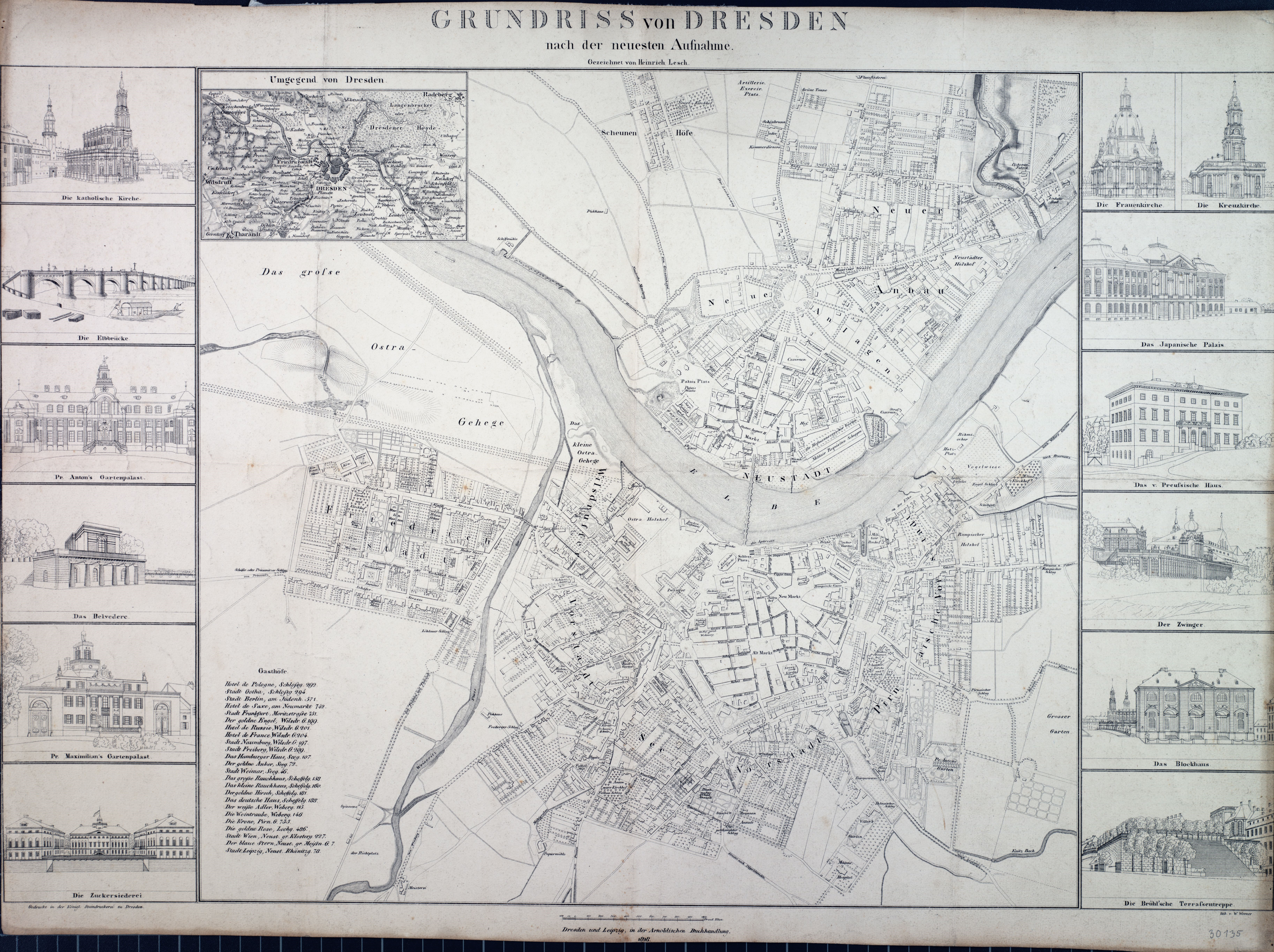
Dresden und seine Vorstädte 1828

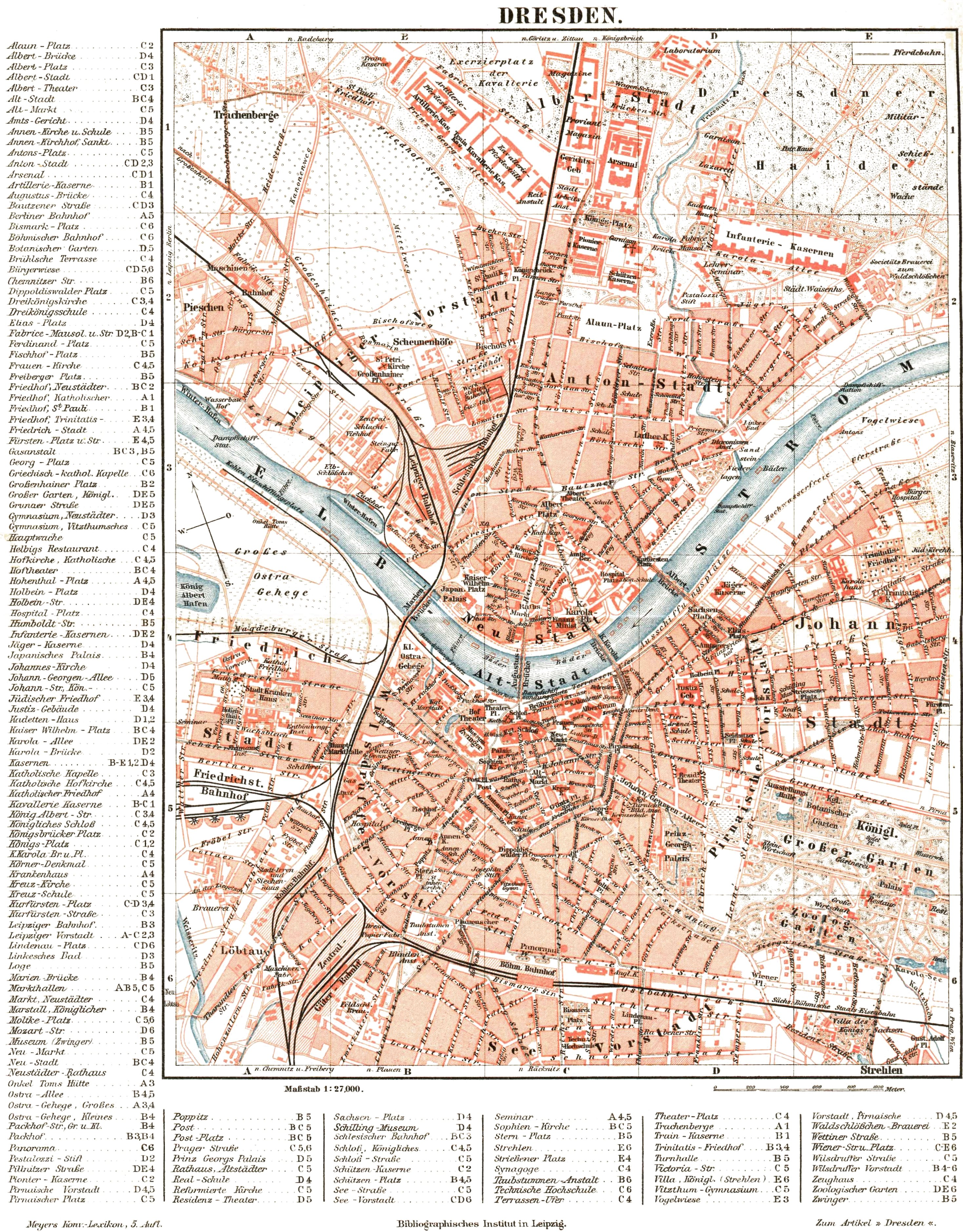
Dresden und seine Vorstädte 1895

Bis zu ihrer Schleifung von 1809 bis 1829 umgab die Stadtbefestigung die Innere Altstadt. Die inneren Vorstädte dehnten sich daraufhin auch auf diese nun freien Flächen aus. Unterdessen wuchsen die einzelnen Vororte auch untereinander immer weiter zusammen. Fischer-, Rampische, Pirnaische und Borngassengemeinde bildeten die Pirnaische Vorstadt, Halbeulengassen-, Oberseer und Unterseer Gemeinde wurden zur Seevorstadt und aus den fünf zwischen Alt- und Friedrichstadt gelegenen Gemeinden entstand die Wilsdruffer Vorstadt. Zu ihren Namen kamen diese drei Vorstädte, die sich um 1835 mit Dresden vereinigten, durch ihre Lage vor den jeweiligen früheren Stadttoren. Die unregelmäßige und dichte Bebauung der Vorstädte wirkte sich für die entstehende Großstadt jedoch mitunter ungünstig aus. Da zu wenig Verkehrsflächen vorhanden waren, wurden breite Straßendurchbrüche zwischen der Inneren Altstadt und den äußeren Vorstädten notwendig. Auf diese Weise entstanden 1851 bis 1853 die Prager Straße in der Seevorstadt als Verbindung zum Böhmischen Bahnhof, 1872 bis 1875 die Wettiner Straße als Verbindung zwischen Postplatz und Schäferstraße und zwischen 1878 und 1880 die Grunaer Straße als direkte Verbindung des Pirnaischen Platzes mit der nördlich am Großen Garten entlangführenden Straße nach Pirna (heutige Stübelallee). Die Dresdner Vorstädte spielen seither eine wichtige Rolle für die städtische Infrastruktur.
Im Jahr 1836 wurde die Friedrichstadt nach Dresden eingemeindet. Ebenfalls hinzu kamen noch weitgehend unbebaute Gebiete in der späteren Radeberger Vorstadt, der nördlichen Äußeren Neustadt (Antonstadt) sowie in der späteren Leipziger Vorstadt. Dort bildete sich ab den 1840er Jahren der „Neue Anbau auf den von Oppellschen Feldern“ heraus, später als Oppellvorstadt bezeichnet und heute als Hechtviertel (Unterer Hecht) bekannt. Auch das Gebiet der Radeberger Vorstadt wurde im 19. Jahrhundert flächendeckend bebaut, unter anderem entstanden das Waldschlösschenviertel und das Preußische Viertel. Auf Altstädter Elbseite bildeten sich durch eine Erweiterung der bebauten Fläche über die inneren Vorstädte hinaus einerseits die spätere Johannstadt (ab 1872, vormals Äußere Pirnaische Vorstadt, Name seit 1877) und die Südvorstadt. Am 1. Januar 1866 wurde Neudorf eingemeindet, am 1. Januar 1892 schließlich die Albertstadt. Damit war die Innere Stadt Dresdens im Wesentlichen komplett. Ebenfalls 1892 kam mit Strehlen bereits das erste nicht zur Inneren Stadt gehörende Dorf zu Dresden.
Die Vorstädte haben sich in ihrer Struktur und Bebauung sehr unterschiedlich entwickelt. Die dicht besiedelte Wilsdruffer Vorstadt war sehr von Gewerbe geprägt. Dort lag auch das Dresdner Rotlichtviertel. Die lange Zeit von Gärten geprägte Seevorstadt erlebte einen Aufschwung durch die Nähe zur Sächsisch-Böhmischen Eisenbahn. Die Pirnaische Vorstadt war nur in ihrem nördlichen Teil dicht bebaut, der Süden mit Blüherpark und Güntzwiesen blieb frei. Die Radeberger Vorstadt war durch Villen, die Äußere Neustadt durch dichte Gründerzeit-Bebauung, die Leipziger Vorstadt durch Industrie und die Albertstadt durch das Militär geprägt. Friedrich- und Johannstadt sowie der östliche Teil der Südvorstadt hingegen waren dicht bebaute Wohnvororte, während die Südvorstadt westlich der Reichsstraße (heute: Fritz-Löffler-Straße) zwischen Hauptbahnhof und Nürnberger Straße eine der nobelsten Adressen des gehobenen Bürgertums wurde.

### Entwicklung im 20. Jahrhundert

Stadtstruktur auf Altstädter Seite vor den Luftangriffen auf Dresden (1930er Jahre) und nach dem Wiederaufbau in der DDR-Zeit (1980er Jahre): in der Mitte die Innere Altstadt, links die Wilsdruffer, rechts die Pirnaische Vorstadt, unten die Seevorstadt.

In der ersten Hälfte des 20. Jahrhunderts rückten die Dresdner Vorstädte durch die Erweiterung des Stadtgebiets mittels zahlreicher Eingemeindungen vom Stadtrand in die Stadtmitte und werden deshalb teilweise als Teil des Stadtzentrums wahrgenommen. Auch um 1900 eingemeindete Stadtteile wie Gruna und Trachau wurden anfangs vorübergehend als Vorstädte bezeichnet (z. B. „Vorstadt Trachau“). Die Albertstadt war als autarke Militärstadt von 1934 bis 1945 nochmals vorübergehend selbstständig, stellte aber keine Gemeinde im normalen Sinne dar und wurde stets statistisch zu Dresden gerechnet. Während der 1930er Jahre planten die Nationalsozialisten in der Pirnaischen Vorstadt die Errichtung eines sächsischen Gauforums, das unausgeführt blieb.
Zu einem tiefen Einschnitt führten 1945 die Luftangriffe auf Dresden. Dadurch wurden neben der Inneren Altstadt insbesondere die Wilsdruffer, die Pirnaische, die See- und die Südvorstadt sowie die Johannstadt zerstört. Nach der Trümmerberäumung bildeten sie riesige zusammenhängende Freiflächen. Bei der Wiederbebauung blieb die gewachsene stadtmorphologische Struktur teils unbeachtet. Alte Dorfplätze wie jene von Poppitz und Fischersdorf in der Wilsdruffer Vorstadt wurden mit monotonen Wohnblocks überbaut. Die Seevorstadt wurde durch die Neuanlage der Prager Straße als sozialistischer Boulevard zweigeteilt. Die Wohnbauten der südlichen Pirnaischen Vorstadt wichen dem Robotron-Gelände Pirnaischer Platz; gegenwärtig stellt der Stadtteil einen wesentlichen innenstädtischen Entwicklungsbereich dar.
Die Namen der drei Vorstädte in Dresdens Altstadt – Pirnaische und Wilsdruffer Vorstadt sowie Seevorstadt – verschwanden aus dem offiziellen Sprachgebrauch und wurden erst nach 1990 wieder offiziell verwendet.
In der Johannstadt entstanden großflächig Plattenbauten. Zudem legten die sozialistischen Stadtplaner breite Straßen mit weiten Grünstreifen an, darunter die St. Petersburger Straße. Seit den 1990er Jahren gibt es Pläne zu einer nachträglichen Verdichtung dieser zentralen Stadträume. Weitgehend unzerstört blieben 1945 dagegen die Vorstädte auf Neustädter Elbseite. Nach jahrzehntelanger baulicher Vernachlässigung während der Zeit der DDR entwickelte sich die Äußere Neustadt nach der Wende zum Dresdner Szeneviertel. Dem dennoch entstandenen städtebaulichen und sozialen Entwicklungsrückstand der Leipziger Vorstadt während der 1990er Jahre versucht man mit einem Förderprogramm sowie einem 2010 vorgestellten Masterplan zu begegnen.